# MiG–105
A MiG–105 a Spiral program része mely egy orbitális űrrepülőgép létrehozására irányuló szovjet projekt eredménye, egy személyzettel rendelkező kísérleti jármű volt, amit a kis sebességű kezelhetőség és leszállás vizsgálatára használtak. A MiG–105-ös beceneve "Lapot" (oroszul: лапоть, azaz "facipő") volt, orrának szokatlan formája miatt.

## Fejlesztés
A programot kísérleti orbitális utasszállító repülőgép (Experimental Passenger Orbital Aircraft) röviden EPOS néven is ismerték. A projekt munkálatai 1965-ben kezdődtek, 1969-ben leállították, majd 1974-ben az amerikai űrsiklóprogramra válaszul újraindították. A kísérleti jármű 1976-ban hajtotta végre első szubszonikus szabadrepülési tesztjét, amikor saját erőből felszállt egy Moszkva melletti régi betonozatlan leszállópályáról ahonnan 560 m magasságig repült, és 19 km-t tett meg, ezután a Zsukovszkij repülési tesztközpontban landolt. A repülési tesztek 1978-ig szórványosan folytatódtak. A tényleges űrrepülőgép-projektet törölték, amikor úgy döntöttek, hogy inkább a Buran-projektet folytatják. A tesztjármű prototípusa jelenleg az oroszországi Moninoi légierő múzeumban van kiállítva.

## Spiral koncepció
- A szovjet mérnökök a Spiral esetében a levegőben történő indítást választották. Az "50/50" néven ismert elképzelés szerint az űrrepülőgépet és egy folyékony üzemanyaggal működő gyorsítófokozatot nagy magasságban, egy egyedi építésű hiperszonikus repülőgép hátuljáról indítják, melyet a Tupoljev Tervezőiroda (OKB-156) épített volna, és sok olyan technológiát használt volna, amelyet a Tu–144 szuperszonikus szállító repülőgép és a Szuhoj T–4 Mach 3 sebességet is elérő bombázó számára fejlesztettek ki, ám sosem nem épült meg.[2]
- A Spiral egy konvencionális deltasárnyú repülőgép volt, amely innovatív, változó szögű szárnyakkal rendelkezett. Indításkor és visszatéréskor ezek 60 fokban felfelé voltak hajtva. Miután a pilóta a visszatérés után szubszonikus sebességre csökkent, a szárnyakat vízszintes helyzetbe engedte le, ami jobb leszálló és repülési tulajdonságokat biztosított az űrrepülőgép számára.[3]
- A Spiral úgy lett kialakítva, hogy lehetővé tegye a hajtóműves leszállást és a megkerülő manővert egy elhibázott leszállási kísérlet esetén. A középső függőleges stabilizátor alatt egyetlen Kolesov turbóhajtómű légbeömlő nyílását helyezték el. Ezt indítás és visszatérés közben egy kagylóajtó védte, amelyet szubszonikus sebességnél kinyitottak.[4]
- A spirált a szovjet mérnökök által "pikkelylemezes páncélzatnak" nevezett védelemmel kellett volna ellátni: niobiumötvözetű VN5AP és molibdén-diszilicid bevonatú acéllemezekkel, amelyeket mozgó kerámiacsapágyakra rögzítettek, hogy lehetővé tegyék a hőtágulást a visszatérés során. Több BOR (orosz rövidítés a pilóta nélküli orbitális rakétarepülőgépre) repülőgépet is indítottak ennek a koncepciónak a kipróbálására.
- A hordozórakéta robbanása vagy repülés közbeni vészhelyzet esetén a Spiral legénységi részlegét úgy alakították ki, hogy leváljon a jármű többi részéről, és hagyományos ballisztikus kapszulaként ejtőernyővel a Földre essen; erre a repülés bármelyik pontján sor kerülhetett.
- A tervek szerint csak egyfős legénység szállítására lett volna alkalmas.
- Úgy tervezték, hogy csúszdákra szálljon le, amelyek a törzs oldalán, közvetlenül a szárnyak felett és előtt lévő ajtókból nyílnak.

## BOR visszatérő tesztjárművek
A БОР (oroszul: Беспилотный Орбитальный Ракетоплан, Bespilotnyi Orbital'nyi Raketoplan, "pilóta nélküli orbitális rakétarepülőgép"). Egy másik űrhajó, amely a Spiral konstrukciót használta, a BOR sorozat volt, pilóta nélküli, szubszkopikus visszatérési tesztjárművek. Amerikai analógjai az X-23 PRIME és az ASSET. Ezekből az űrhajókból több példányt a világ űrhajózási múzeumaiban őriztek meg.
| Kép | Név   | Indítási dátum | Használat | Jelenlegi helye                                                        |
| --- | ----- | -------------- | --- | ---------------------------------------------------------------------- |
|     | BOR-1 | 1969.07.15     | Repülési teszt, a kísérleti 1:3 méretarányú modell. A légkörben körülbelül 60–70 km magasságban elégett, 13000 km/h sebességnél. A 11K65 328,083 láb (100 km) magasságban oldotta ki.                                                              | Elégett.                                                               |
|     | BOR-2 | 1969–1972      | A Spiral repülőgép méretarány alatti modellje. Négy indítás. | NPO Molnija, Moszkva                                                   |
|     | BOR-3 | 1973–1974      | A Spiral repülőgép méretarány alatti modellje. Két indítás. 1. Az orrburkolat megsemmisülése a kilövés után, kb. öt km magasságban (0,94 Mach sebességnél). 2. A repülés sikeres volt, de leszállás közben lezuhant (ejtőernyő meghibásodás miatt) | Lezuhant.                                                              |
|     | BOR-4 | 1980–1984      | A Spiral repülőgép méretarány alatti modellje. Négy indítás és kettő nem megerősített | NPO Molnija, Moszkva                                                   |
|     | BOR-5 | 1984–1988      | Kísérleti méretarány alatti alapmodell. Öt indítás. A Spiral űrrepülőgép formától eltérő adatok a Buran projektben is felhasználásra kerültek. | Technik Museum Speyer, Németország Központi Légierő Múzeum Oroszország |
|     | BOR-6 |                | A Spiral repülőgép méretarány alatti modellje | NPO Molnija, Moszkva                                                   |

Hasonló szerepkörű, konfigurációjú és korú repülőgépek 
- X–20 Dyna-Soar
- X–24

## Fordítás
- Ez a szócikk részben vagy egészben  a   Mikoyan-Gurevich MiG-105 című angol Wikipédia-szócikk ezen változatának fordításán alapul.  Az eredeti cikk szerkesztőit annak laptörténete sorolja fel. Ez a jelzés csupán a megfogalmazás eredetét és a szerzői jogokat jelzi, nem szolgál a cikkben szereplő információk forrásmegjelöléseként.